# Музична пригода
Музична пригода — дитячий навчальний фільм 2007 року.

## Сюжет
«Музична пригода» — перший фільм серії Професор Карапуз, у якому відображено один день із життя ляльок. Пригоди зайчика, лисички, ведмедика та інших симпатичних героїв познайомлять малюка зі світом цікавих іграшок. Це калейдоскоп із лялькових сценок, анімаційних заставок, яскравих іграшок та предметів, які розширюють уявлення малюка про колір, форму та рух.